# Lövsta ungdomsvårdskola
Lövsta ungdomsvårdskola låg vid sjön Sillen, strax utanför Vagnhärad i Södermanlands län. Efter andra världskriget skapades här en ungdomsvårdskola för att hysa lätt kriminella och missbrukande ungdomar 15–18 år. Torsten Eriksson, då chef för Ungdomsvårdsskolebyrån, var en drivande kraft i förändringsarbetet då de före detta skyddshemmen och uppfostringsanstalterna förvandlades till ungdomsvårdskolor. När ungdomsvårdsskolorna avskaffades 1982 fanns 18 ungdomsvårdsskolor i Sverige, med plats för omkring 500 ungdomar. Senare bedrevs Lövsta som ungdomshem i Statens institutionsstyrelses regi. Under våren  2019 meddelade Statens institutionsstyrelse att verksamheten på Lövsta skulle pausas på grund av de missförhållanden som uppmärksammats tidigare. Under sent 2021 kom beskedet att SiS Ungdomshem Lövsta stängs permanent.